# Tokyo Shaking

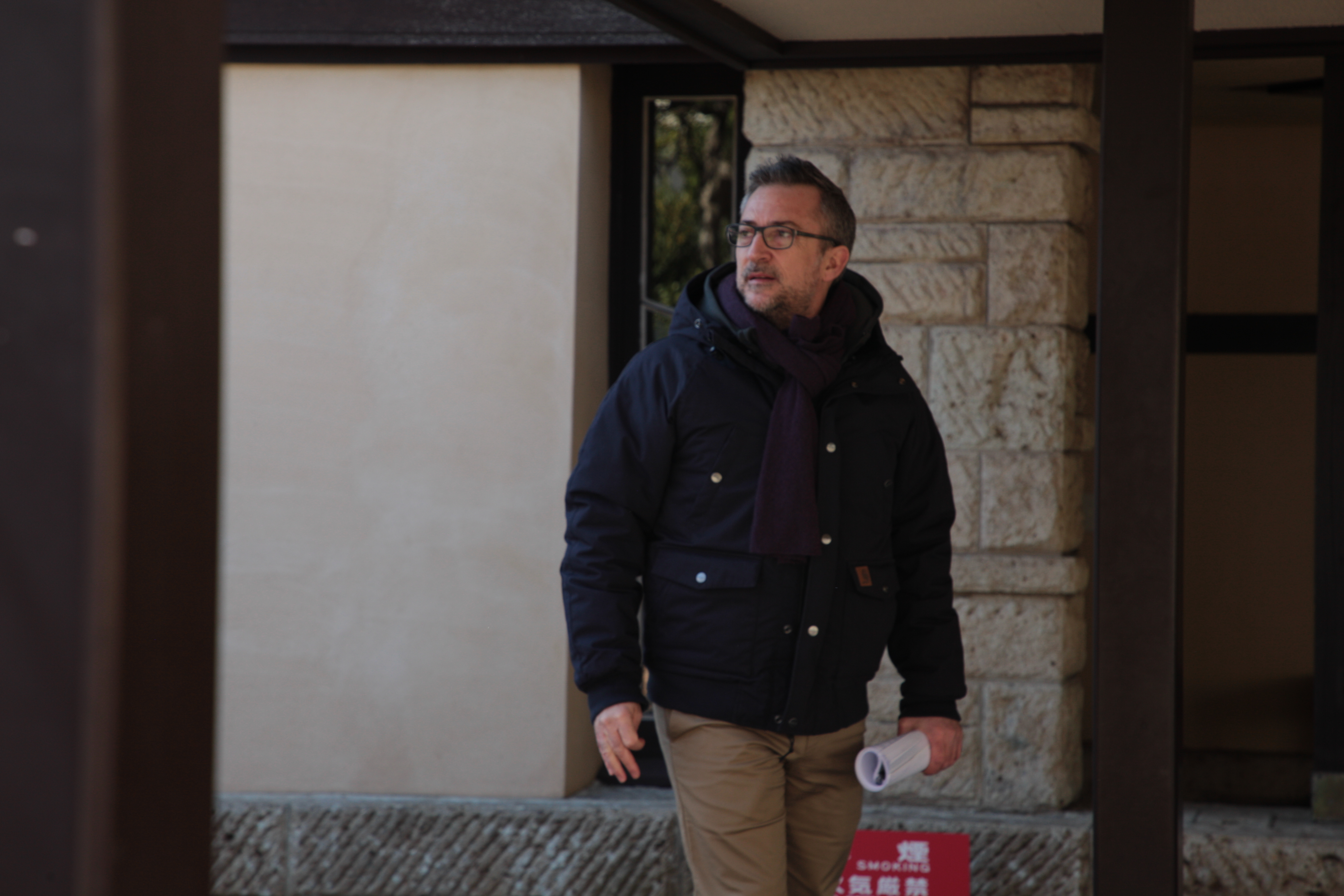
El director Olivier Peyon durant el rodatge de la pel·lícula.

Tokyo Shaking és una pel·lícula francobelga dirigida per Olivier Peyon i estrenada el 2021. S'ha doblat i subtitulat al català.

## Sinopsi
L'Alexandra, recentment contractada per un banc francès a Tòquio, ha d'enfrontar-se al terrible dia 11 de març 2011, en què es va produir el terratrèmol a la costa del Pacífic de Tōhoku.

## Repartiment
- Karin Viard: Alexandra Pacquart
- Stéphane Bak: Amani Sassou
- Yumi Narita: Kimiko
- Charlie Dupont: Bertrand Pacquart
- Jean-François Cayrey: Michel
- Émilie Gavois-Kahn: Béatrice
- Philippe Uchan: Dominique Besse
- Valérie Baurens: Annette
- Nola Blossom: Camille Pacquart
- Simon Ayache: Victor Pacquart